# Curie (cráter)

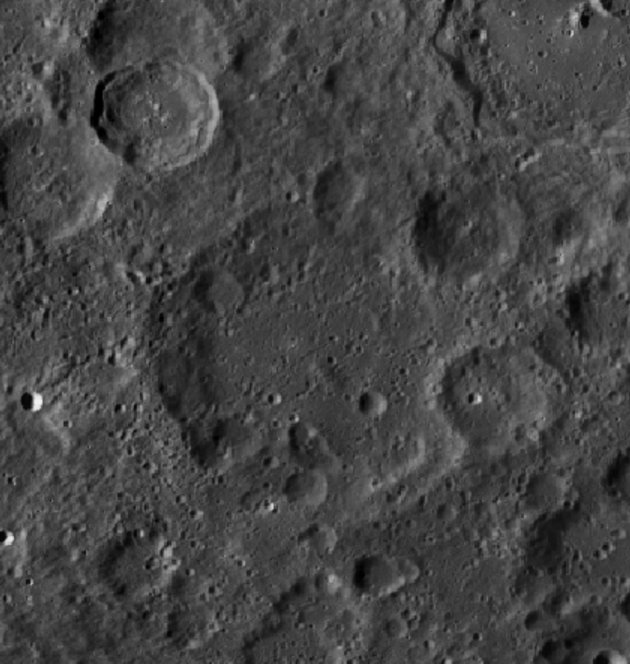
Fotografía de la misión LRO

Curie es un gran cráter de impacto, con una gran parte situada en la cara oculta de la Luna como se ve desde la Tierra, en el borde occidental de acuerdo con el sistema de coordenadas selenográficas. Sin embargo, la visibilidad de esta formación depende de los efectos de libración, de modo que pueda estar completamente en la vista o completamente oculto dependiendo de la orientación de la luna. Sin embargo, cuando es visible se ve lateralmente, lo que limita el detalle con el que se puede observar desde la Tierra.
Cerca de los cráteres de Curie se sitúa el cráter Schorr al noroeste y la llanura amurallada de Sklodowska hacia el noreste. Junto al borde suroriental aparece el cráter Lauritsen, con su llanura de paredes muy dañadas. Tanto Sklodowska como Lauritsen son más pequeños que Curie.
El borde exterior de Curie ha sido dañado y reconfigurado por impactos próximos. Los lados del brocal son relativamente lineales, dando al cráter una forma general de caja. La parte oriental del borde se superpone en parte con los notables cráteres satélite Curie C al noreste y Curie G en el lado este. El extremo norte del contorno es invadido por el pequeño cráter Curie Z. Otros varios cráteres pequeños se encuentran a lo largo del borde, sobre todo hacia el suroeste.
El suelo interior de Curie forma una llanura relativamente nivelada, al menos en comparación con el terreno que rodea al cráter. Sin embargo, este piso se ve interrumpido en varios lugares por pequeños impactos. Un grupo de estos impactos se halla cerca del borde sudoeste, con varios de estos cráteres superpuestos entre sí. El pequeño cráter Curie K aparece en la parte sureste de la planta, y Curie V está emplazado en la pared interna del lado noroeste.

## Cráteres satélite
Por convención estos elementos son identificados en los mapas lunares poniendo la letra en el lado del punto medio del cráter que está más cerca de Curie.
|       | \| Curie \| Coordenadas \| Diámetro \| \| ----- \| ----------------------------- \| -------- \| \| C \| 21°06′S 94°06′E / -21.1, 94.1 \| 47 km \| \| E \| 22°24′S 96°12′E / -22.4, 96.2 \| 43 km \| \| G \| 23°36′S 94°48′E / -23.6, 94.8 \| 53 km \| \| K \| 23°42′S 92°42′E / -23.7, 92.7 \| 12 km \| \| L \| 26°18′S 92°48′E / -26.3, 92.8 \| 21 km \| \| M \| 28°24′S 92°30′E / -28.4, 92.5 \| 34 km \| \| P \| 28°24′S 90°06′E / -28.4, 90.1 \| 26 km \| \| V \| 22°00′S 90°24′E / -22.0, 90.4 \| 21 km \| \| Z \| 20°30′S 92°12′E / -20.5, 92.2 \| 25 km \| |          |
| Curie | Coordenadas | Diámetro |
| C     | 21°06′S 94°06′E / -21.1, 94.1 | 47 km    |
| E     | 22°24′S 96°12′E / -22.4, 96.2 | 43 km    |
| G     | 23°36′S 94°48′E / -23.6, 94.8 | 53 km    |
| K     | 23°42′S 92°42′E / -23.7, 92.7 | 12 km    |
| L     | 26°18′S 92°48′E / -26.3, 92.8 | 21 km    |
| M     | 28°24′S 92°30′E / -28.4, 92.5 | 34 km    |
| P     | 28°24′S 90°06′E / -28.4, 90.1 | 26 km    |
| V     | 22°00′S 90°24′E / -22.0, 90.4 | 21 km    |
| Z     | 20°30′S 92°12′E / -20.5, 92.2 | 25 km    |